# Kaitlyn Dever
Kaitlyn Rochelle Dever (Phoenix, 1996. december 21. –) amerikai színésznő, énekesnő, zenész és dalszerző.
Legismertebb szerepeit A törvény embere (2011–2015), az Apa csak egy van (2011–2021), a Hihetetlen (2019), a Dopesick (2021), az Almaecet (2025) és a The Last of Us (2025–) című televíziós sorozatokban játszotta. Golden Globe-díjra jelölték a Hihetetlen és a Dopesick című produkciókért, utóbbiért Primetime Emmy-díjra is jelölték.
Főszerepet az Éretlenségi (2019), a Rozalin (2022) és a Nincs, aki megmentsen (2023), míg mellékszerepet az Átmeneti állomás (2013), a Detroit (2017), a Csodálatos fiú (2018), a Kedves Evan Hansen (2021) és a Beugró a Paradicsomba (2022) című filmekben játszott.

## Fiatalkora
1996. december 21-én született az arizonai Phoenixben, Kathy és Tim Dever korcsolyaedzők lányaként. Édesapja rövid ideig színészkedett is, leginkább Barney, a dinoszaurusz hangját adta a PBS Barney és barátai című gyermekműsorban. Két fiatalabb testvére van. Ötéves korában kezdett el érdeklődni az előadóművészet iránt, ezért szülei beíratták egy színművészeti iskolába; balett, torna és korcsolyaoktatás is foglalkoztatta, de Toni Collette a Hatodik érzék (1999) című filmben nyújtott alakítása inspirálta arra, hogy a színészetre koncentráljon. A családja Dallasba költözött, ahol számos reklámfilmet forgatott, majd Los Angelesben telepedett le.

## Pályafutása

### Színészet

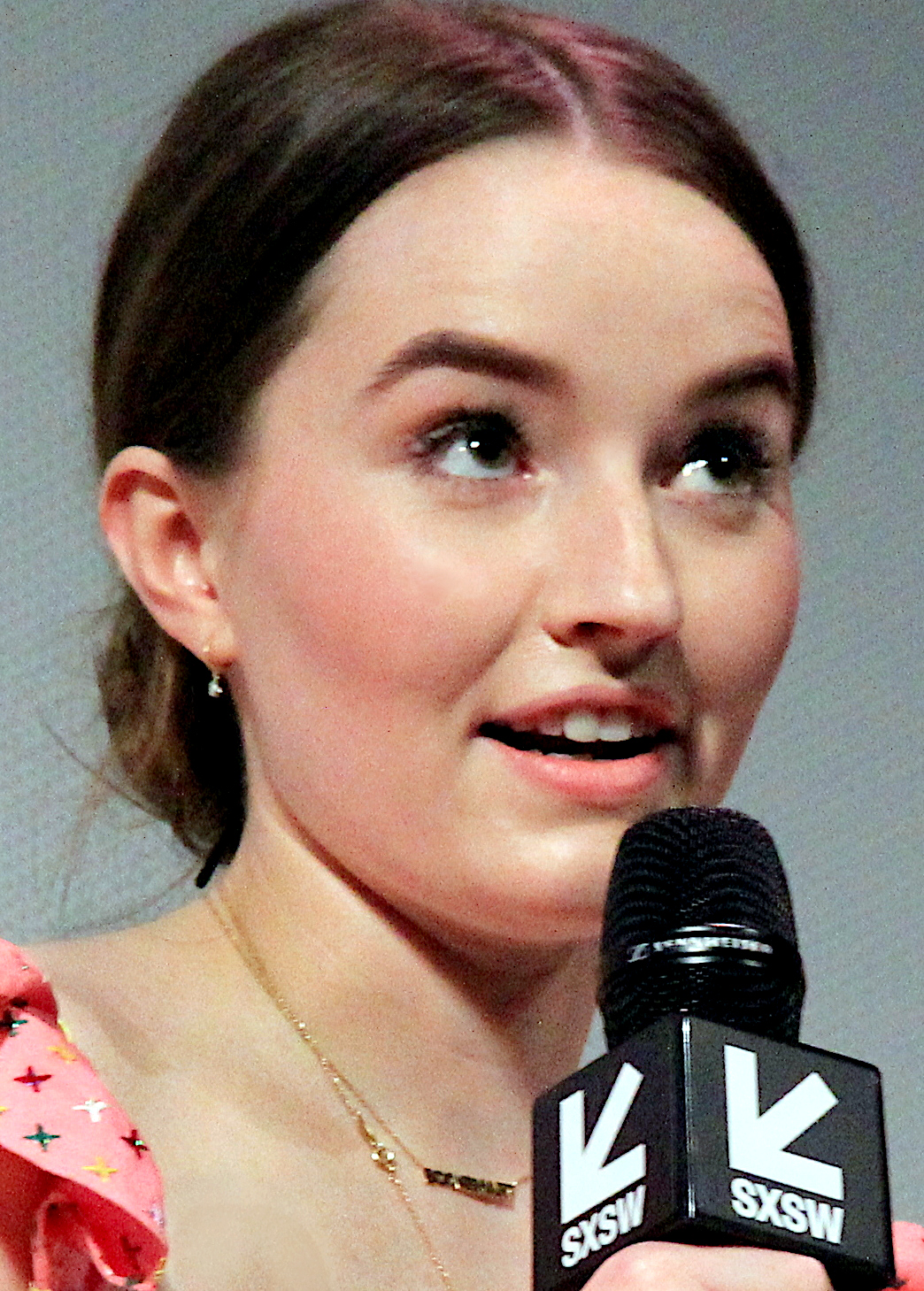
2019-ben

2020-ban szerepelt a Tengerparti elit című televíziós különkiadásban, amelyet Jay Roach rendezett az HBO számára. 2020. augusztus 17-én megkapta Zoe Murphy szerepét Stephen Chbosky Kedves Evan Hansen című Broadway-musicaljének 2021-es filmadaptációjában.
A Hulu Monsterland című antológiasorozatának egyik epizódjában játszott. 2021-ben Abbi Miller szerepét játszotta B. J. Novak FX A tétel című antológiasorozatának 3. epizódjában. Ezt követően a Rozalin című film címszerepét alakította. Ő játszotta Betsy Mallumot a 2021-es Hulu Dopesick című minisorozatában, amelyért Primetime Emmy-díjra jelölték.
Dever szerepelt a Hulu Nincs, aki megmentsen (2023) című sci-fi thrillerében, amelyben gyakorlatilag nincs párbeszéd, és dicséretet kapott azért, mert szinte csak az arckifejezésén keresztül elmesélte el a történetet. 2024 januárjában bejelentették, hogy ő fogja alakítani Abbyt a The Last of Us második évadában, aminek a premierje 2025 áprilisában volt. 2025 januárjában bejelentették, hogy csatlakozik a Monsterverse franchise következő filmjének szereplőgárdájához, amelyet a tervek szerint 2027. március 26-án mutatnak be.
Ő játszotta a kegyvesztett wellness influencer és elítélt szélhámos Belle Gibson főszerepét az Almaecet című életrajzi ausztrál minisorozatban. A Netflixen 2025 februárjában jelent meg.

### Zene

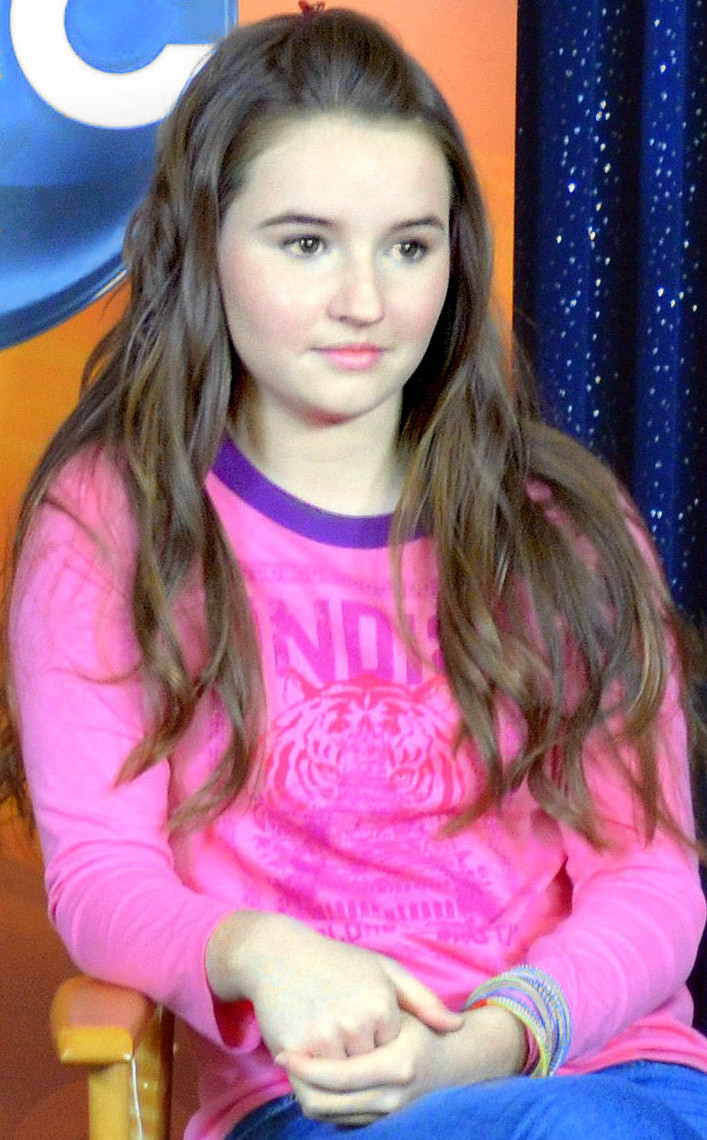
2012 márciusában

Dever szülei már egészen kicsi korától kezdve ösztönözték őt zenei téren. Édesanyja a dallasi autós kirándulásokon Alanis Morissette Jagged Little Pill című albumát játszotta, édesapja pedig megtanította Dever-t és két lánytestvérét harmonizálni. Dever és nővére, Mady gyermekkorukban zongorázni tanultak, de Dever nyolcéves korában gitárra váltott, miután karácsonyi ajándékba kapott egyet. Olyan előadókat nevezett meg inspirációként, mint az ABBA és a The Cure. Dever és Mady Hot Pink néven együtt szerepeltek általános iskolai tehetségkutatókon, olyan előadók feldolgozását adták elő, mint Avril Lavigne és Kelly Clarkson. Később Anime Pearlre változtatták a névüket, és Los Angeles különböző kis klubjaiban léptek fel. Jason Reitman, aki a Férfiak, nők és gyerekek forgatása alatt kezdett el dalokat küldözgetni Devernek, részt vett az egyik ilyen koncerten.

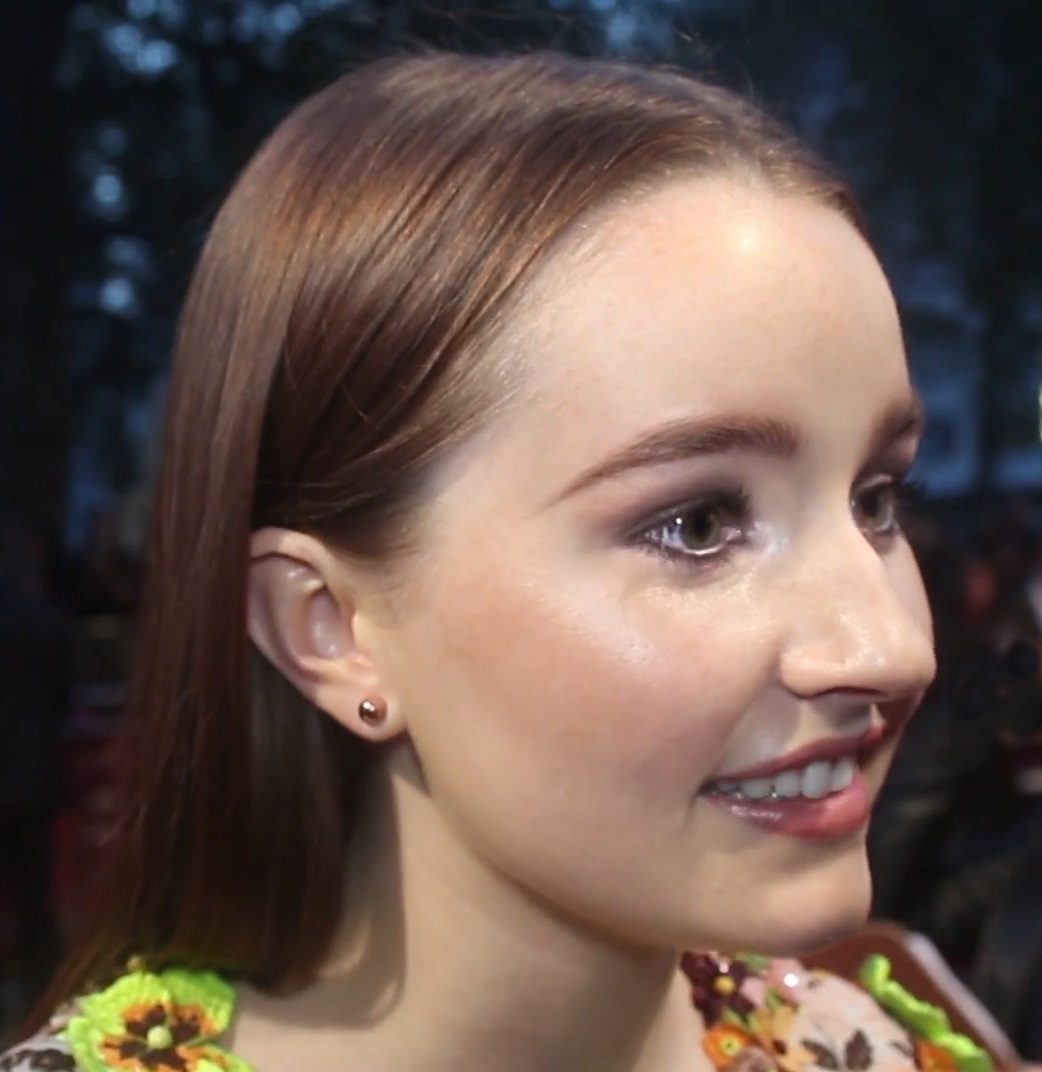
2014-ben

Egy alkalommal Reitman elküldte Dever-nek Nancy Sinatra „You Only Live Twice” című dalát, és azt javasolta, Madyvel együtt adják elő. A két lánytestvér 2016-ban változtatta meg a nevüket Beulahbelle-re egy csecsemőként elhunyt felmenőjük után. 2018-ban adtak ki először zenét ezen a néven; Reitman kérésére a „You Only Live Twice” két feldolgozásával és egy eredeti, „Let You Go” című számmal járultak hozzá Reitman 2018-as Pszichoanyu című filmjéhez. A Beulahbelle 2020. február 15-én adta ki hivatalos debütáló kislemezét, a „Raleigh”-t. A klipben mindkét tag rendező, producer és főszereplő volt. Második hivatalos kislemezüket, a „Being You”-t 2020. szeptember 10-én adták ki, egy Tony Berg által készített EP kiadásának terve mellett.
A „Being You” lett a Beulahbelle utolsó kislemezes kiadványa a névváltoztatás előtt, a Beulahbelle név alatt megjelent utolsó megjelenésük pedig a „It Won't Be Long”, egy 2021-es feldolgozás Neil Young és Crazy Horse „Round & Round (It Won't Be Long)” című dalából, melyet Berg lánya, Z Berg készített. Szintén 2021-ben, Zoe Murphy karaktereként Dever négy dalban is közreműködött a Dear Evan Hansen filmadaptáció filmzenéjének elkészítésében. 2024 augusztusában a duó bejelentette, hogy Beulahbelle-ről Devers-re változtatják a nevüket; szeptember 4-én jelent meg az új néven debütáló kislemezük, a „Poison”.

## Magánélete
Dever kapcsolatban áll Ethan Dawes színésszel, amit először 2025 áprilisában hozott nyilvánosságra.

## Filmográfia

### Film
| Év   | Magyar cím               | Eredeti cím           | Szerep                    | Magyar hang        |
| ---- | ------------------------ | --------------------- | ------------------------- | ------------------ |
| 2011 | Rossz tanár              | Bad Teacher           | Sasha Abernathy           | Károlyi Lili       |
| 2011 | J. Edgar – Az FBI embere | J. Edgar              | Palmer lánya              |                    |
| 2013 | Az élet habzsolva jó     | The Spectacular Now   | Krystal                   |                    |
| 2013 | Átmeneti állomás         | Short Term 12         | Jayden Cole               |                    |
| 2014 | Későnérők                | Laggies               | Misty                     | Pekár Adrienn      |
| 2014 | Férfiak, nők és gyerekek | Men, Women & Children | Brandy Beltmeyer          | Eke Angéla         |
| 2017 | Fűfoltok                 | All Summers End       | Grace Turner              | Pekár Adrienn      |
| 2017 | Búcsú Greenéktől         | We Don't Belong Here  | Lily Green                | Györfi Laura       |
| 2017 | Detroit                  | Detroit               | Karen Malloy              | Csuha Borbála      |
| 2017 |                          | Outside In            | Hildy Beasley             |                    |
| 2018 | Így ne legyél elnök      | The Front Runner      | Andrea Hart               | Csuha Borbála      |
| 2018 | Csodálatos fiú           | Beautiful Boy         | Lauren                    | Csuha Borbála      |
| 2019 | Azok, kik követik        | Them That Follow      | Dilly Picket              | Hermann Lilla      |
| 2019 | Éretlenségi              | Booksmart             | Amy Antsler               | Törőcsik Franciska |
| 2021 | Kedves Evan Hansen       | Dear Evan Hansen      | Zoe Murphy                |                    |
| 2022 | Beugró a Paradicsomba    | Ticket to Paradise    | Lily Cotton               | Rudolf Szonja      |
| 2022 | Rozalin                  | Rosaline              | Rosaline                  |                    |
| 2023 | A győztes gól            | Next Goal Wins        | Nicole Megaloudis (cameo) | Kádár Kinga        |
| 2023 | Nincs, aki megmentsen    | No One Will Save You  | Brynn Adams               |                    |
| 2023 | Édes búcsú               | Good Grief            | Lily Kayne (cameo)        | Csarkó Bettina     |

### Televízió
| Év        | Magyar cím                 | Eredeti cím                             | Szerep           | Megjegyzés |
| --------- | -------------------------- | --------------------------------------- | ---------------- | --- |
| 2009      | Chrissa és a Gonosz Méhek  | An American Girl: Chrissa Stands Strong | Gwen Thompson    | tévéfilm |
| 2009      |                            | Make It or Break It                     | Adorable Girl    | 1 epizód |
| 2009      | Modern család              | Modern Family                           | Bianca Douglas   | 1 epizód |
| 2010      | Doktor Addison             | Private Practice                        | Paige            | 1 epizód |
| 2010      | Partiszerviz színész módra | Party Down                              | Escapade Dunfree | 1 epizód |
| 2011      | Cinéma vérité              | Cinema Verite                           | Michelle Loud    | - tévéfilm - magyar hangja: - Csuha Borbála                                                                                     |
| 2011      | A mentalista               | The Mentalist                           | Trina            | 1 epizód |
| 2011–2015 | A törvény embere           | Justified                               | Loretta McCready | 17 epizód |
| 2011      | Félig üres                 | Curb Your Enthusiasm                    | Kyra O'Donnell   | 1 epizód |
| 2011–2021 | Apa csak egy van           | Last Man Standing                       | Eve Baxter       | - főszereplő (1–6. évad) - mellékszereplő (7–9. évad) - magyar hangja: - Kántor Kitty (1–4, 6–9. évad) - Boldog Emese (5. évad) |
| 2019      | Hihetetlen                 | Unbelievable                            | Marie Adler      | - minisorozat - magyar hangja: - László Lili                                                                                    |
| 2020      |                            | Home Movie: The Princess Bride          | Westley          | 1 epizód |
| 2020      | Tengerparti elit           | Coastal Elites                          | Sharynn Tarrows  | tévéfilm |
| 2020      |                            | Monsterland                             | Toni / Jennifer  | 3 epizód |
| 2021      | A tétel                    | The Premise                             | Abbi Miller      | 1 epizód |
| 2021      |                            | Dopesick                                | Betsy Mallum     | minisorozat |
| 2025      | Almaecet                   | Apple Cider Vinegar                     | Belle Gibson     | - minisorozat - vezető producer is - magyar hangja: - Podlovics Laura                                                           |
| 2025      | The Last of Us             | The Last of Us                          | Abby             | - 3 epizód (2. évad) - magyar hangja: - Podlovics Laura                                                                         |

### Videójátékok
| Év   | Cím                        | Szerep       | Megjegyzés                     |
| ---- | -------------------------- | ------------ | ------------------------------ |
| 2016 | Uncharted 4: A Thief's End | Cassie Drake | szinkronhang és motion capture |
| 2024 | Open Roads                 | Tess Devine  | szinkronhang                   |